# Thysania
Thysania (лат.) — род очень крупных ночных бабочек из семейства Erebidae.

## Описание
Крупные бабочки. Размах крыльев Thysania agrippina достигает 27—28 см, благодаря чему вид считается крупнейшей в мире бабочкой по размаху крыльев.
Основной фон крыльев — белый или светло-серый, на котором располагается узор, образованный из чередующихся тёмных (обычно бурых и коричневых) пятен-мазков. В окраске крыльев представлен чёткий рисунок из тёмно-коричневых линий и перевязей. Предкраевая линия извилистая

## Ареал
Все представители рода встречаются исключительно в неотропической зоогеографической области. Распространены в Центральной и Южной Америке. Типичным местом обитания является сельва Южной Америки.

## Классификация

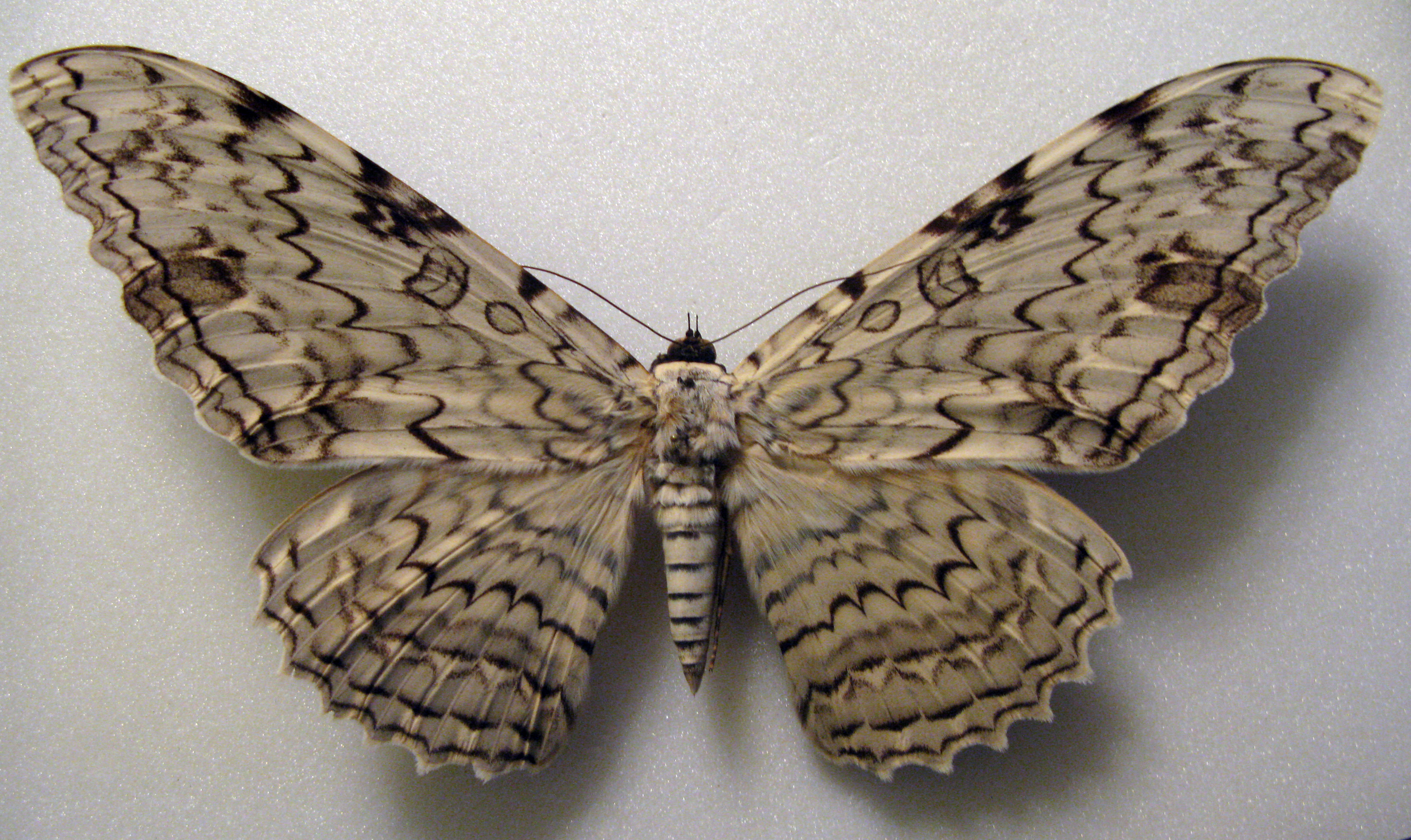
Thysania agrippina

Малочисленный род, который входит в состав подсемейства Erebinae, относящегося к семейству Erebidae.
В его составе три вида:
- Thysania agrippina Cramer, 1776
- Thysania pomponia Jordan, 1924
- Thysania zenobia (Cramer, 1777)

## Образ жизни
Биология видов остается мало изученной. Гусеницы Thysania zenobia питаются листьями растений из рода Senna и кассия (Cassia) семейства бобовых.